# Kabelová loď

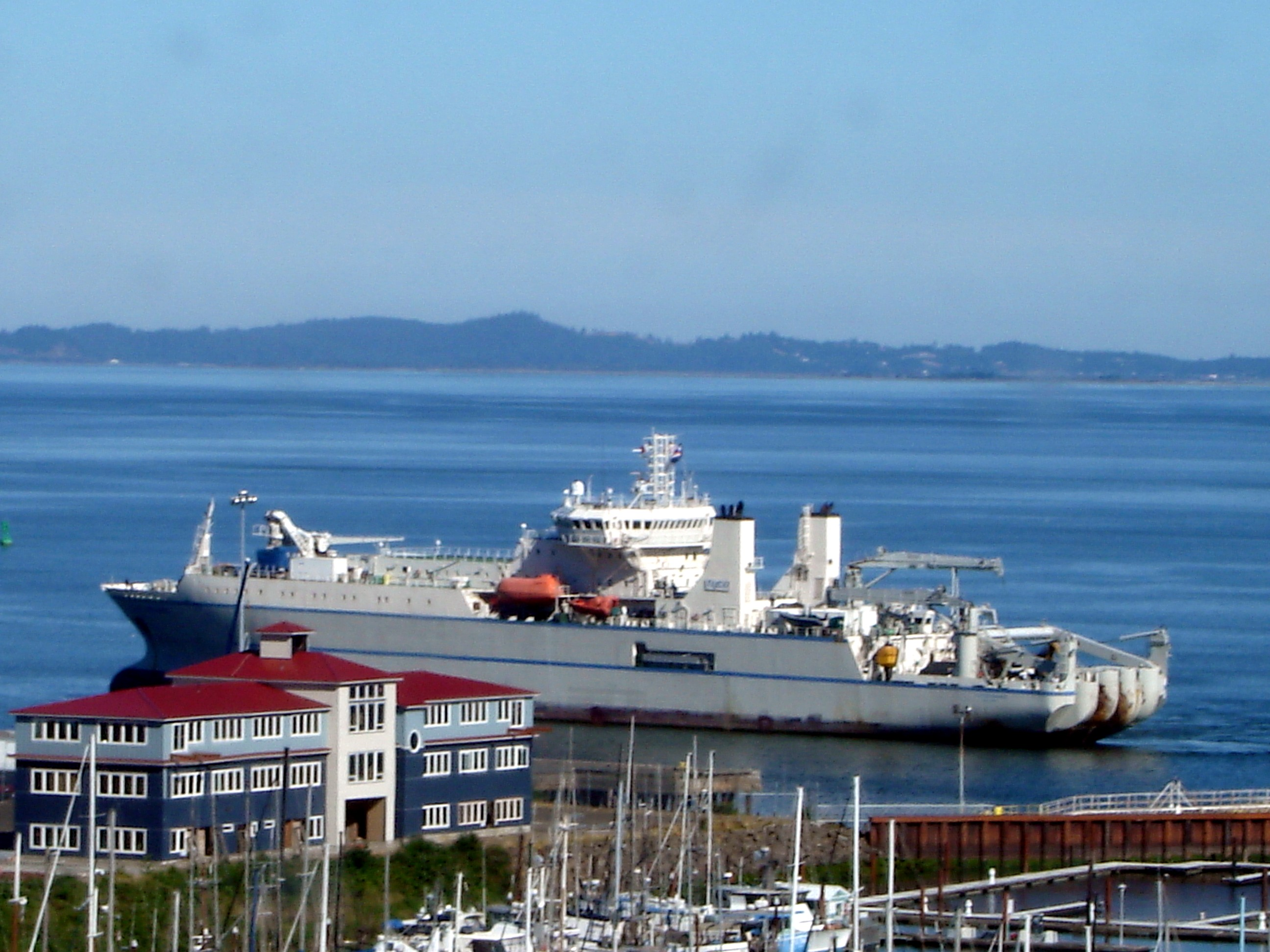
Moderní kabelová loď Dependable s lanovicemi pouze na zádi

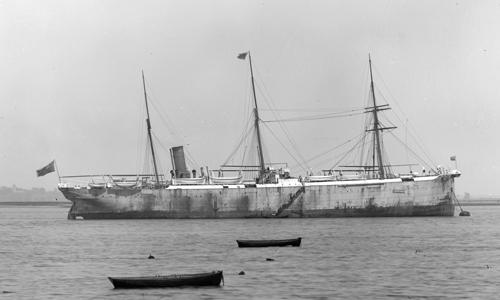
Kabelová loď Hooper byla první lodí na světě postavenou speciálně pro kladení podmořských kabelů.

Kabelová loď, též pokládací loď, je námořní plavidlo určené k pokládání podmořských kabelů pro telekomunikační, vojenské či jiné účely. Kabelové lodě se snadno poznají podle velkých lanovnic, které slouží k vedení ukládaného kabelu přes příď nebo záď lodi, případně obojí. Příďové lanovnice, z nichž některé byly značně rozměrné, byly v minulosti charakteristické pro všechny kabelové lodě. V dnešní době však už má většina těchto lodí lanovnice pouze na zádi. Před jmény kabelových lodí z anglické jazykové oblasti se často nacházejí písmena "C.S.", což jsou počáteční písmena jejich anglického pojmenování cable ship, kabelová loď.
Na kabelové lodě jsou kladeny zvláštní požadavky, jež se týkají dlouhých přestávek v přístavech mezi pokládáním jednotlivých kabelů nebo při opravách, plaveb nízkou rychlostí nebo zastávek během pokládání, dlouhých úseků plavby pozadu (dnes již málo běžných, neboť moderní lodě nemají zařízení k pokládání kabelu na přídi), velmi dobrá ovladatelnost a dostatečná rychlost pro plavbu k operačnímu prostoru.
Moderní kabelové lodě se od svých předchůdkyň velmi liší. Existují dva základní typy těchto lodí – opravárenská loď a pokládací loď. Opravárenské lodi bývají menší a mají lepší manévrovací schopnosti. Mohou rovněž pokládat kabely, ale jejich hlavní náplní je oprava poškozených částí kabelů. Pokládací lodi jsou konstruovány pro kladení nových kabelů. Jsou proto větší než opravárenské lodi a mají menší manévrovací schopnosti než ony. Také jejich bubny pro skladování kabelů jsou větší a jsou uloženy souběžně, aby mohly být kabely snáze propojeny a urychlilo se tak jejich pokládání. Tyto lodě bývají také obvykle vybaveny lineárním kabelovým motorem, který pomáhá rychlému pokládání kabelu.
Nejnovějším trendem v konstrukci kabelových lodí je kombinace opravárenské a pokládací lodě. Příkladem je jediná americká opravárensko-pokládací loď USNS Zeus (T-ARC-7). Je vybavena dvěma dieselelektrickými motory, každý o výkonu 5000 koní (3800 kW), jež lodi umožňují plout rychlostí 15 uzlů (28 km/h), a dokáže naráz položit až 1600 km kabelu do hloubky 2700 metrů. Zeus byl postaven tak, aby dokázal co nejlépe manévrovat, aby mohl co nejlépe plnit oba úkoly – jak pokládání, tak vyzvedávání a opravy podmořského kabelu.